# Manuel Ponga
Manuel Bernardo Ponga Santamarta (Gijón, 19 de julio de 1936-Avilés, 31 de diciembre de 2018) fue un político español. Fue el primer alcalde democrático de Avilés.

## Biografía
Sus inquietudes le llevaron a integrarse en movimientos de índole, primeramente cristiana, para pasar después a la acción sindical, y terminar afiliándose al Partido Socialista Obrero Español en 1976. 
Es entonces cuando sus compañeros de partido le proponen como cabeza electoral a la alcaldía de Avilés en las primeras elecciones democráticas de 1979. La lista más votada fue la de UCD con Ricardo Fernández Suárez (alcalde hasta el momento), como cabeza de lista. Tras un pacto postelectoral con el PCE Manuel Ponga es nombrado alcalde, cargo que desempeñaría durante nueve años (1979-1988). 
Durante su época al frente del Ayuntamiento de Avilés, acometió diversas actuaciones en la ciudad: comenzó los trámites para recuperar el teatro Palacio Valdés, deteriorado por el paso del tiempo; fundó la Escuela de Música, germen del Conservatorio, inició las obras de construcción de la Casa municipal de Cultura.
José Luis Corcuera, lo nombró en 1988, delegado del Gobierno en el Principado de Asturias, cargo que ocupó hasta 1996. Desde 1999 presidió la Autoridad Portuaria de Avilés, hasta el 5 de septiembre de 2007, fecha en la que presentó su dimisión.
Falleció en el Hospital Universitario San Agustín, donde había ingresado el día anterior, tras el agravamiento del cáncer que padecía desde 2017.